# Erysimum incanum
Erysimum incanum är en korsblommig växtart som beskrevs av Gustav Kunze. Erysimum incanum ingår i släktet kårlar, och familjen korsblommiga växter.

## Underarter
Arten delas in i följande underarter:
- E. i. aurigeranum
- E. i. incanum
- E. i. mairei